# 上海ショック
上海ショック（シャンハイショック）とは、中国の上海市場から始まった世界同時株安。

## 概要
2007年2月27日に上海株式市場が前日比-8.84%の大暴落を起こした。
この影響でヨーロッパ市場やニューヨーク証券取引所など世界中で連鎖株安を起こし、翌日の東証株価指数（TOPIX）は48.59（2.26%）下げ、その後も下げ止まらず、日本の株式市場にも大きな影響を与る結果になった。この事件で、中国の経済が世界に与える影響の大きさを改めて示す形になった。

## 文献情報
- 「溜池通信Vol354 Weekly Newsletter」双日総合研究所吉崎達彦（20070330）